# Tālava
Tālava era una regione storica popolata, nel Basso Medioevo, da una serie di tribù lettoni stanziata nella Letgallia settentrionale. Tālava lambiva a sud le terre appartenenti al Principato di Jersika, mentre a ovest quelle popolate dai livoni stanziati nella moderna Lettonia costiera settentrionale. La regione confinava infine a nord con le moderne contee di Sakala e Ugandi, in Estonia, e a est con la Repubblica di Novgorod, in Russia.
Tālava viene menzionata per la prima volta in un testo occidentale nella Cronaca di Enrico di Livonia nel 1207 con il nome di Tholowa; fu in quella regione che venne inviato l'autore dello scritto. Le cronache russe fanno invece riferimento alla contea di Atzele (Очела, menzionata per la prima volta nel 1111) che probabilmente era la parte orientale di Tālava. Tālava esistette dal X secolo e fino al 1224, quando fu conquistata dai guerrieri cristiani impegnati nella crociata livoniana e poi spartita tra il Vescovado di Riga e i Cavalieri portaspada.

## Storia
Come si può immaginare, a causa dell'assenza di fonti scritte sono praticamente nulle le informazioni relative alla regione di Tālava e relative al periodo arcaico. Dopo che il principe di Novgorod Mstislav Rostislavič, detto "Il Coraggioso", si scontrò con i Ciudi durante l'inverno del 1179-1180, Tālava fu costretta a pagare un tributo a Novgorod. Il capotribù di Tālava dell'epoca, Tālivaldis, e i suoi figli si convertirono in quel frangente alla religione ortodossa.
Nel 1208 Tālivaldis, insieme ai capi letgalli Rūsiņš di Satekle e Varidots di Autine, strinse un'alleanza militare con i Cavalieri portaspada, un ordine religioso cavalleresco impegnato nella crociata livoniana nei moderni Paesi baltici. I Cavalieri portaspada promisero il loro aiuto contro i Novgorodiani. Nello stesso anno, le tribù attive a Tālava invitarono i loro nemici settentrionali, presumibilmente gli Ugauni della moderna contea di Ugandi, per colloqui di pace che però si conclusero senza successo. Aiutate dai Cavalieri portaspada, le tribù di Tālava si impegnarono quindi in una guerra durata quattro anni con le tribù estoni, conclusasi con un trattato di pace siglato a Turaida nel 1212.
Nel 1214 due figli di Tālivaldis, Rameks e Varibuls, firmarono un nuovo trattato con il vescovo Alberto di Riga, cedendo la parte settentrionale di Tālava al vescovado di Riga. In quell'occasione abbandonarono inoltre l'ortodossia e abbracciarono il cattolicesimo, divenendo vassalli del vescovo. Nel 1215 i tālaviani, insieme alle forze del vescovo, continuarono la loro guerra contro gli estoni. Per tutta risposta, questi ultimi eseguirono un'incursione a Tālava e catturarono Tālivaldis, nella regione di Trikāta, condannandolo al rogo. Dopo la morte di Tālivaldis, le schermaglie proseguirono; i suoi figli si vendicarono e saccheggiarono le terre estoni, bruciando vivi tutti gli uomini ugandesi che riuscirono a catturare. Nell'inverno del 1216, Tālava fu a sua volta invasa dalle truppe novgorodiane provenienti da Pskov.
Dopo la cattura di Tartu e la cristianizzazione degli Ugauni nel 1224, Tālava fu spartita tra il vescovado di Riga e i Cavalieri portaspada: il primo ne ricevette i due terzi, l'ordine cavalleresco la restante parte. Tālava divenne così parte della Terra Mariana, cessando di esistere come dominio autonomo.